# Rektorenkonferenz der deutschen Musikhochschulen

Logo

Die Rektorenkonferenz der deutschen Musikhochschulen ist der Zusammenschluss von 24 Musikhochschulen in Deutschland.
Die Rektorenkonferenz der Musikhochschulen führt zwei Musikwettbewerbe von hoher Ausstrahlung ins nationale und internationale Musikleben durch: Einen Hochschulwettbewerb sowie den Felix-Mendelssohn-Bartholdy-Preis.

## Aufgaben
- Koordination musikhochschulspezifischer Aufgaben im Hinblick auf Lehre, Forschung und künstlerische Entwicklungsvorhaben
- Beratung und Information von einzelnen Musikhochschulen in Fragen von überregionaler Bedeutung
- Förderung des Erfahrungsaustausches in inhaltlichen und organisatorischen Fragen
- Wahrnehmung, Unterstützung und Durchsetzung gemeinsamer Interessen
- Förderung des musikalischen Nachwuchses
- Vertretung der Interessen der Musikhochschulen gegenüber Ministerien, Parlamenten, Hochschulverbänden, Bildungsgremien und Organisationen des deutschen und internationalen Musiklebens
- Mitwirkung bei der Gestaltung von Studienreformen, Hochschulgesetzgebung, und Studien- und Prüfungsordnungen,
- Pflege des Kontakts zu anderen Bildungseinrichtungen

„Die deutschen Musikhochschulen kümmern sich auf nationaler und internationaler Ebene um die Optimierung musikalischer Bildung und künstlerischer Entwicklung. Dazu kooperieren die deutschen Musikhochschulen im Inland z. B. mit dem Deutschen Musikrat, mit der Kultusministerkonferenz, mit dem Verband deutscher Musikschulen, für Projekte im Ausland mit dem DAAD, mit dem Goethe-Institut, den Botschaften und weiteren Akteuren.“

## Mitgliedshochschulen
- Universität der Künste Berlin
- Hochschule für Musik „Hanns Eisler“ Berlin
- Hochschule für Künste Bremen
- Hochschule für Musik Detmold
- Hochschule für Musik Carl Maria von Weber Dresden
- Robert Schumann Hochschule Düsseldorf
- Folkwang Hochschule im Ruhrgebiet
- Hochschule für Musik und Darstellende Kunst Frankfurt am Main
- Hochschule für Musik Freiburg
- Hochschule für Musik und Theater Hamburg
- Hochschule für Musik und Theater Hannover
- Hochschule für Musik Karlsruhe
- Hochschule für Musik und Tanz Köln
- Hochschule für Musik und Theater "Felix Mendelssohn Bartholdy" Leipzig
- Musikhochschule Lübeck
- Staatliche Hochschule für Musik und Darstellende Kunst Mannheim
- Hochschule für Musik und Theater München
- Hochschule für Musik Nürnberg
- Hochschule für Musik und Theater Rostock
- Hochschule für Musik Saar, Saarbrücken
- Staatliche Hochschule für Musik und Darstellende Kunst Stuttgart
- Staatliche Hochschule für Musik Trossingen
- Hochschule für Musik Franz Liszt Weimar
- Hochschule für Musik Würzburg